# Xanthorhoe similisata
Xanthorhoe similisata är en fjärilsart som beskrevs av Walker 1863. Xanthorhoe similisata ingår i släktet Xanthorhoe och familjen mätare. Inga underarter finns listade i Catalogue of Life.